# Норт-Форт-Льюїс (Вашингтон)
Норт-Форт-Льюїс (англ. North Fort Lewis) — переписна місцевість (CDP) в США, в окрузі Пірс штату Вашингтон. Населення — 5978 осіб (2020).

## Географія
Норт-Форт-Льюїс розташований за координатами 47°7′17″ пн. ш. 122°35′40″ зх. д. / 47.12139° пн. ш. 122.59444° зх. д. (47.121313, -122.594515).  За даними Бюро перепису населення США в 2010 році переписна місцевість мала площу 16,80 км², з яких 15,28 км² — суходіл та 1,52 км² — водойми.

## Демографія
Згідно з переписом 2010 року, у переписній місцевості мешкало 2699 осіб у 511 домогосподарстві у складі 472 родин. Густота населення становила 161 особа/км².  Було 535 помешкань (32/км²).
Расовий склад населення:
| - 67,4 % — білих - 13,2 % — чорних або афроамериканців - 3,9 % — азіатів - 1,2 % — вихідців з тихоокеанських островів - 1,0 % — корінних американців - 4,8 % — осіб інших рас |

До двох чи більше рас належало 8,4 %. Частка іспаномовних становила 15,8 % від усіх жителів.
За віковим діапазоном населення розподілялося таким чином: 29,6 % — особи молодші 18 років, 70,2 % — особи у віці 18—64 років, 0,2 % — особи у віці 65 років та старші. Медіана віку мешканця становила 22,8 року. На 100 осіб жіночої статі у переписній місцевості припадало 156,3 чоловіків;  на 100 жінок у віці від 18 років та старших — 192,2 чоловіків також старших 18 років.
Середній дохід на одне домашнє господарство  становив 60 744 долари США (медіана — 62 083), а середній дохід на одну сім'ю — 61 378 доларів (медіана — 63 750). Медіана доходів становила 26 393 долари для чоловіків та 25 612 долари для жінок. 
Цивільне працевлаштоване населення становило 433 особи. Основні галузі зайнятості: публічна адміністрація — 49,9 %, освіта, охорона здоров'я та соціальна допомога — 13,4 %, будівництво — 9,9 %, науковці, спеціалісти, менеджери — 8,3 %.